# فیلم‌شناسی پل واکر

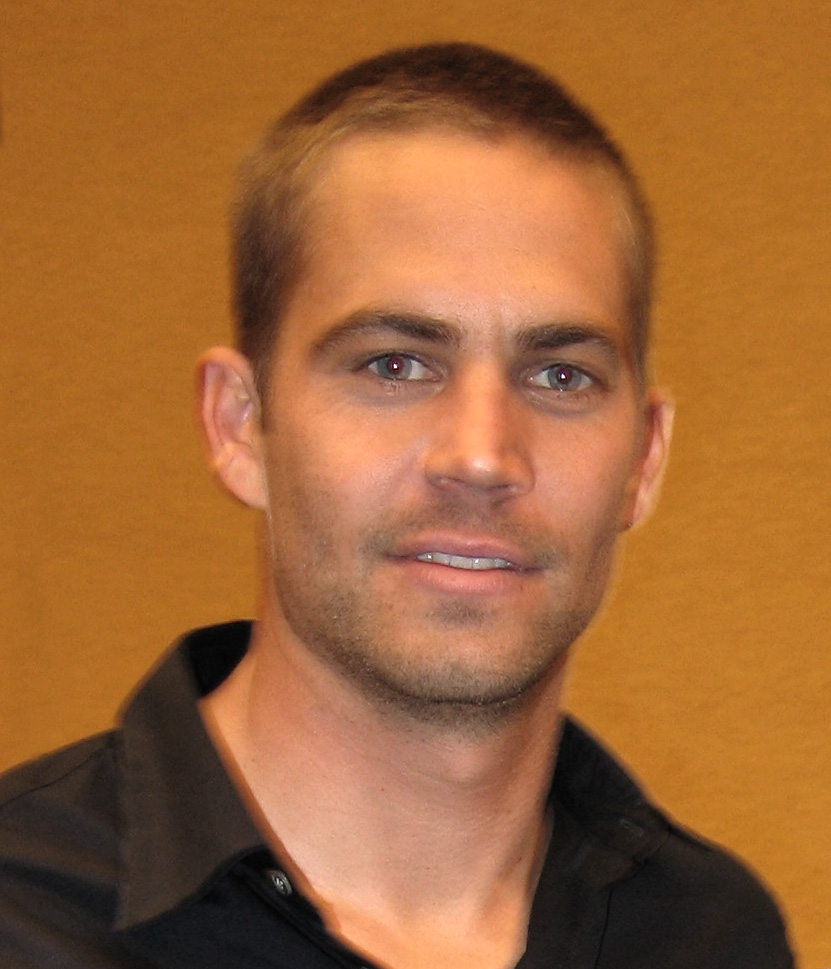
پل واکر در فوریه ۲۰۰۶

در این مقاله فیلم‌شناسی پل واکر بازیگر آمریکایی آمده است.

## فیلم
| سال  | عنوان                          | نقش                  | یادداشت                                           |
| ---- | ------------------------------ | -------------------- | ------------------------------------------------- |
| ۱۹۸۶ | هیولا در کمد                   | "Professor" Bennett  |                                                   |
| ۱۹۸۷ | برنامه‌ریزی شده برای کشتن       | Jason                | اعتبار به عنوان پل دبلیو. واکر                    |
| ۱۹۹۴ | تامی و تی-رکس                  | Michael Brock        |                                                   |
| ۱۹۹۸ | با دیدلز آشنا شوید             | Phil Deedle          |                                                   |
| ۱۹۹۸ | پلیزنتویل                      | Skip Martin          |                                                   |
| ۱۹۹۹ | تیم اول دانشکده بلوز           | Lance Harbor         |                                                   |
| ۱۹۹۹ | او همه‌چیزتمام است              | Dean Sampson, Jr.    |                                                   |
| ۱۹۹۹ | قصر ویران‌شده                   | Jason                | بی‌اعتبار                                          |
| ۲۰۰۰ | جمجمه‌ها                        | Caleb Mandrake       |                                                   |
| ۲۰۰۱ | سریع و خشمگین                  | Brian O'Conner       |                                                   |
| ۲۰۰۱ | لذت سواری                      | Lewis Thomas         |                                                   |
| ۲۰۰۲ | اگر مشهور باشی زندگی معنا دارد | Mikey                | کوتاه                                             |
| ۲۰۰۳ | شارژ توربو                     | برایان اوکانر        | کوتاه                                             |
| ۲۰۰۳ | ۲ سریع و ۲ خشمگین              | برایان اوکانر        |                                                   |
| ۲۰۰۳ | خط زمان                        | Chris Johnston       |                                                   |
| ۲۰۰۴ | نوئل                           | Michael "Mike" Riley |                                                   |
| ۲۰۰۵ | در درون دریا                   | Jared Cole           |                                                   |
| ۲۰۰۶ | هشت درجه زیر صفر               | Jerry Shepard        |                                                   |
| ۲۰۰۶ | دویدن از ترس                   | Joey Gazelle         |                                                   |
| ۲۰۰۶ | پرچم‌های پدران ما               | Hank Hansen          |                                                   |
| ۲۰۰۷ | مرگ و زندگی بابی زد            | Tim Kearney          |                                                   |
| ۲۰۰۷ | استوریز یواس‌ای                 | Mikey                | (قسمت «اگر مشهور باشی زندگی معنا دارد»)           |
| ۲۰۰۸ | پروژه لازاروس                  | Ben Garvey           |                                                   |
| ۲۰۰۹ | سریع و خشمگین ۴                | Brian O'Conner       |                                                   |
| ۲۰۱۰ | سارقان                         | John Rahway          |                                                   |
| ۲۰۱۱ | سریع و خشمگین ۵                | Brian O'Conner       |                                                   |
| ۲۰۱۳ | وسیله نقلیه ۱۹                 | Michael Woods        | همچنین تهیه‌کننده اجرایی                           |
| ۲۰۱۳ | سریع و خشمگین ۶                | Brian O'Conner       |                                                   |
| ۲۰۱۳ | ماجراهای دکه سمساری            | Raw Dog              | همچنین تهیه‌کننده اجرایی                           |
| ۲۰۱۳ | ساعت‌ها                         | Nolan Hayes          | انتشار پس از مرگ؛ همچنین تهیه‌کننده اجرایی         |
| ۲۰۱۴ | عمارت‌های آجری                  | Damien Collier       | انتشار پس از مرگ                                  |
| ۲۰۱۵ | خشمگین ۷                       | Brian O'Conner       | انتشار پس از مرگ؛ آخرین نقش                       |
| ۲۰۲۳ | فست اکس                        | Brian O'Conner       | انتشار پس از مرگ؛ آرشیو تصاویر از سریع و خشمگین ۵ |

## تلویزیون
| سال        | عنوان             | عنوان انگلیسی              | نقش                      | یادداشت |
| ---------- | ----------------- | -------------------------- | ------------------------ | ------- |
| ۱۹۸۴، ۱۹۹۴ |                   | CBS Schoolbreak Special    | n/a, Dill                | ۲ قسمت  |
| ۱۹۸۵، ۱۹۸۶ | بزرگراهی به بهشت  | Highway to Heaven          | Todd Bryant/Eric Travers | ۲ قسمت  |
| ۱۹۸۷       | ضربان             | Throb                      | Jeremy Beatty            | ۱۲ قسمت |
| ۱۹۹۰       | مسئولیت چارلز     | Charles in Charge          | Russell Davis            | ۱ قسمت  |
| ۱۹۹۱       | رئیس کیست؟        | ?Who's the Boss            | Michael Haynes           | ۱ قسمت  |
| ۱۹۹۱       | چه مصنوعی         | What a Dummy               | Rick                     | ۱ قسمت  |
| ۱۹۹۲       | جوانی و بی‌قراری   | The Young and the Restless | Brandon Collins          | ۱۴ قسمت |
| ۱۹۹۴       | پسرا برگشته‌اند    | The Boys Are Back          | Jesse Hansen             |         |
| ۱۹۹۶       | لمس‌شده توسط فرشته | Touched by an Angel        | Jonathan                 | ۱ قسمت  |
| ۲۰۱۰       | کوسه مردان        | Shark Men                  | Himself                  | ۳ قسمت  |
| ۲۰۱۳       | هفتهٔ کوسه         | Shark Week                 | Himself                  | ۱ قسمت  |
| ۲۰۱۳       | کونان             | Conan                      |                          | ۱ قسمت  |

## موزیک ویدئو
| سال  | هنرمند(ان)                  | آهنگ                     | یادداشت       |
| ---- | --------------------------- | ------------------------ | ------------- |
| ۱۹۹۷ | The Mighty Mighty Bosstones | "Wrong Thing Right Then" |               |
| ۲۰۰۱ | جا رول، ویتا و O1           | "Furious"                |               |
| ۲۰۰۳ | لوداکریس                    | "Act a Fool"             |               |
| ۲۰۱۳ | ۲چینز و ویز خلیفا           | "We Own It"              | تصاویر آرشیوی |
| ۲۰۱۵ | ویز خلیفا و چارلی پوث       | دوباره می‌بینمت           | تصاویر آرشیوی |